# Такэдзи, Фудзисима

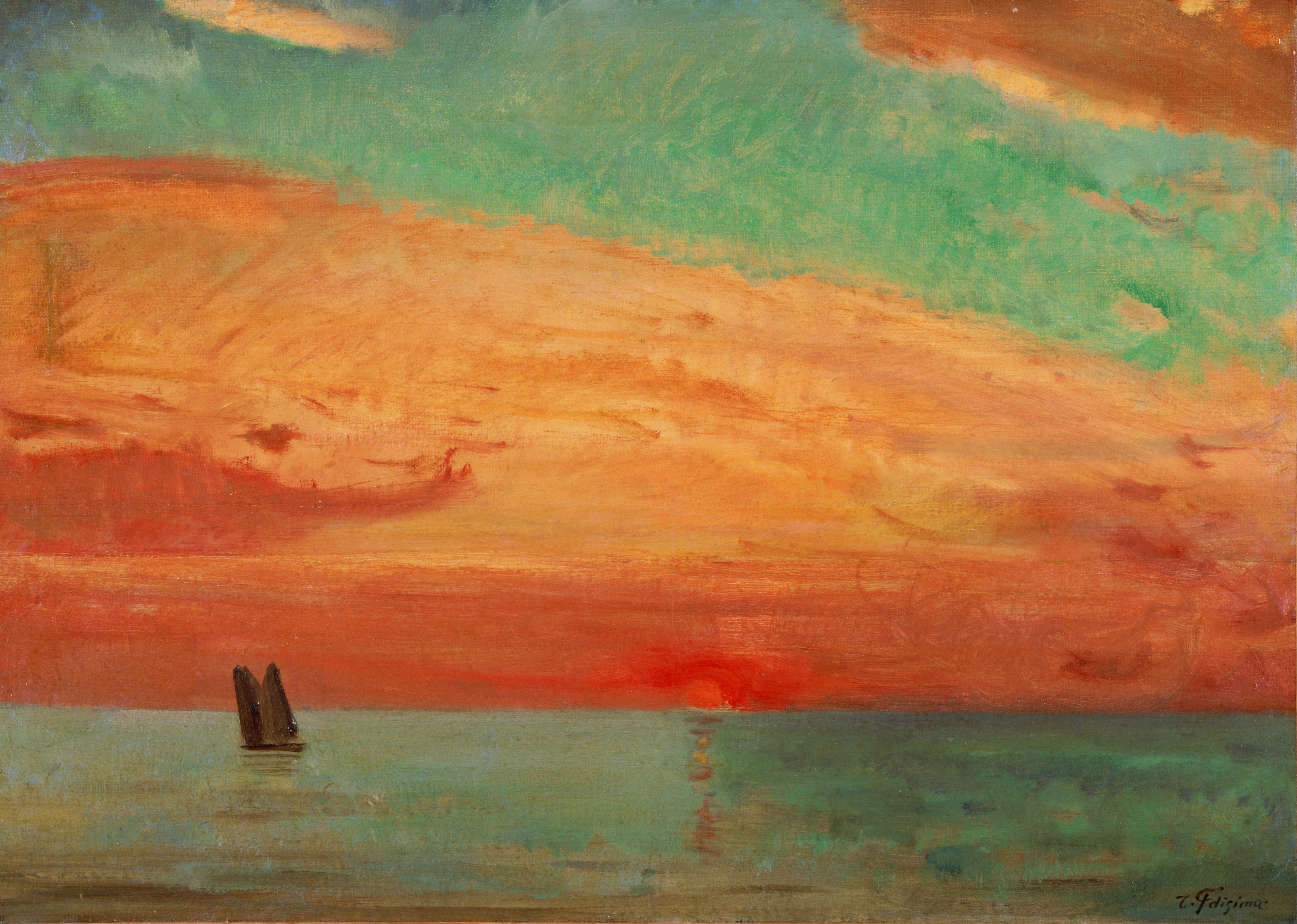
Восход солнца над восточным морем

Фудзисима Такэдзи (яп. 藤 島 武 二; 15 октября 1867, Кагосима, княжество Сацума, Япония — 19 марта 1943, Токио) — японский живописец, представитель западноевропейской живописи в Японии (ёга).

## Биография
Был третьим сыном в семье бывшего самурая, который служил клану Симадзу. Его отец умер в 1874 году, а братья погибли три года спустя во время Сацумского восстания. Фудзисима был принят местным даймё, который опекал его семью, и посвятил себя рисованию.
В 1884 году был отправлен в Токио, где изучал нихонга под руководством мастера школы Сидзё Кавабаты Гёкусё. После 1890 года отказался от этого направления, обратившись к западному стилю живописи (ёга) под руководством Хоси Ямамото и Сояма Юкихиро.
В 1890 году поступил на отделение «западной живописи» в Токийскую академию художеств. Некоторое время из-за финансовым причин преподавал живопись в провинциальной средней школе в префектуре Миэ. В 1896 году благодаря содействию Сэйки Куроды, получил работу доцентом западной живописи Токийской художественной школы (ныне Токийский университет искусств).
Был членом художественного объединения Хакубакай (Общество Белой Лошади), созданного С. Курода.
В 1905—1910 годах путешествовал в Европе, посетил Францию, где учился у Рафаэля Коллина (фр. Louis-Joseph-Raphaël Collin), в Национальной высшей школе изящных искусств у Фернана Кормона и в Французской академии в Риме у Каролюс-Дюрана, а также в Италии.
Вернувшись в Японию, он более 30 лет преподавал в Токийской академии художеств. Член Японской академии искусств.
Картины Фудзисимы отличаются яркими цветами и густыми, широкими мазками.
Известен своими работами по развитию романтизма и импрессионизма в художественном движении ёга в японской живописи конца XIX — начала XX веков. В последующие годы находился под влиянием движения в стиле модерн.
В 1937 году в числе первых был награжден японским орденом культуры.

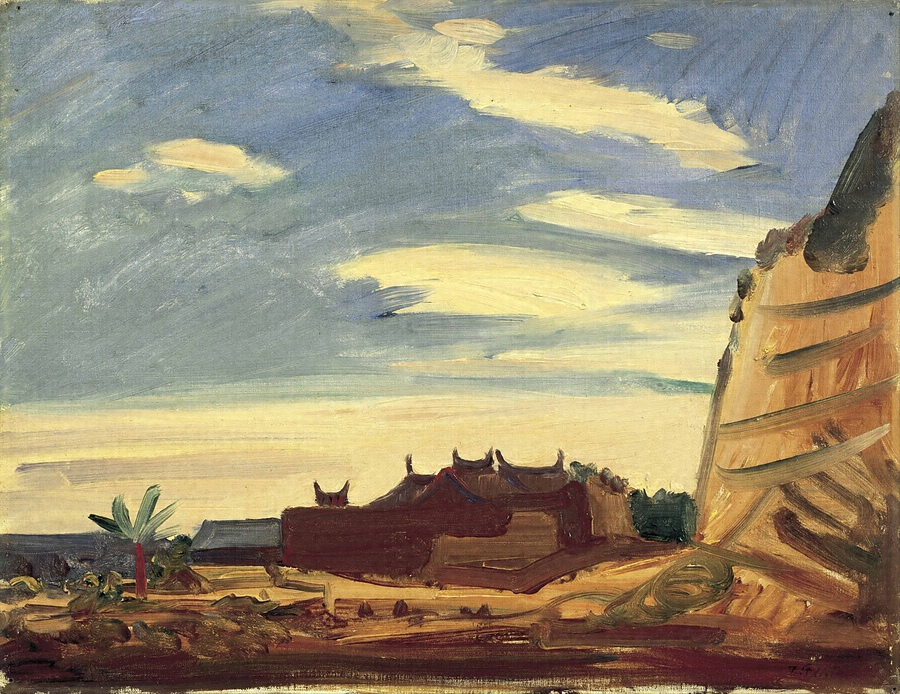
Тайваньский пейзаж, (1933), Музей современного искусства (Камакура)
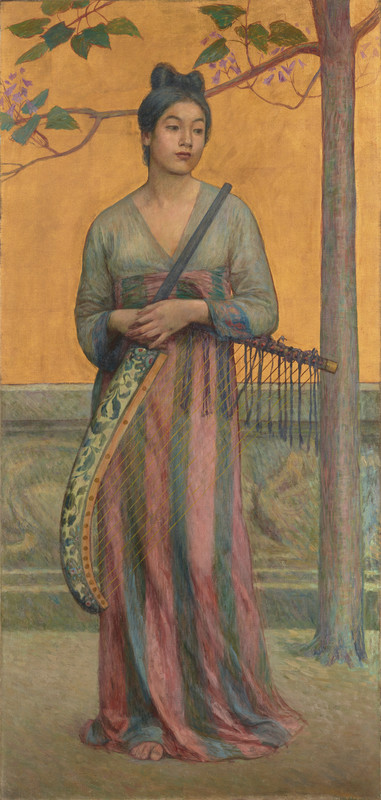
Дама эпохи Нара  (1902), Музей Исибаси, Куруме
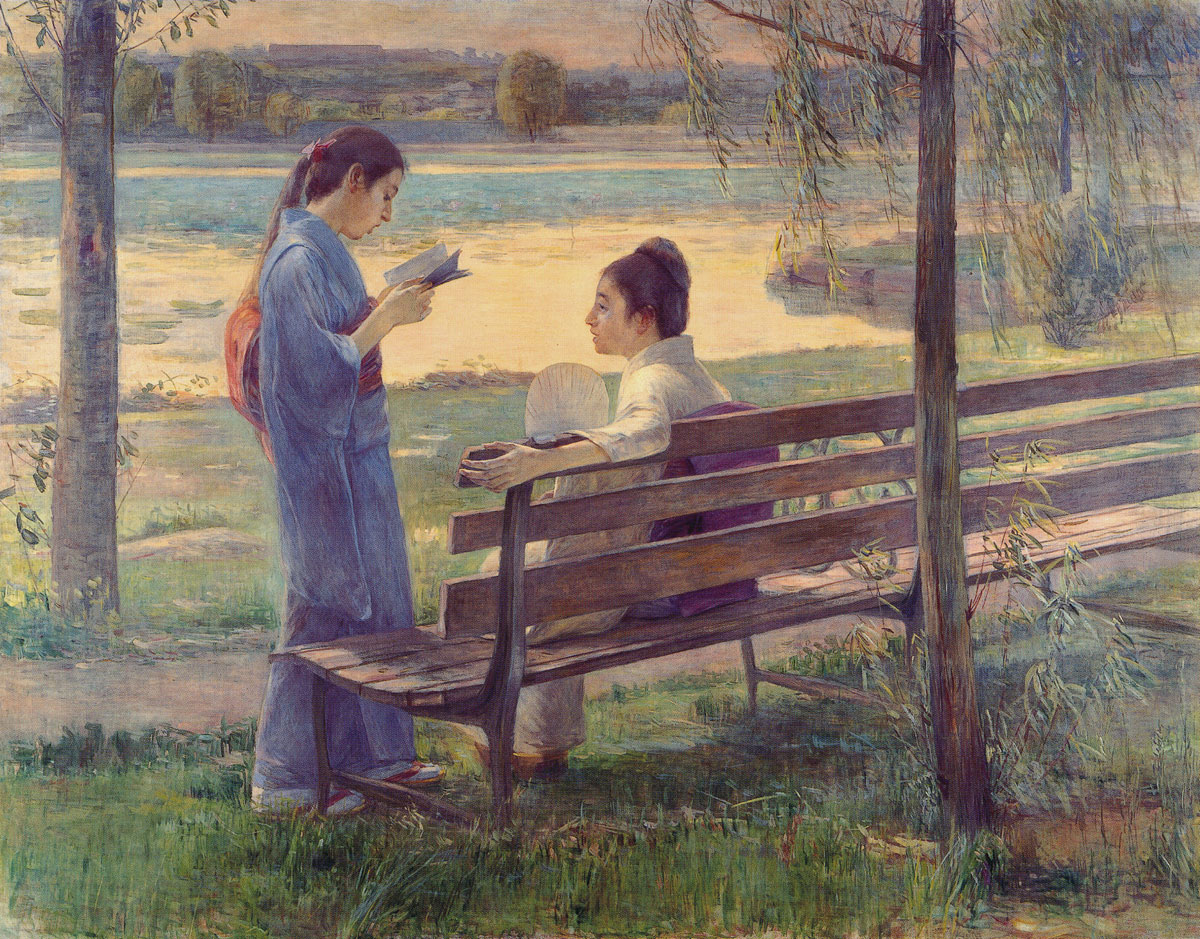
Отдых у пруда (1897), Институт искусств, Токио
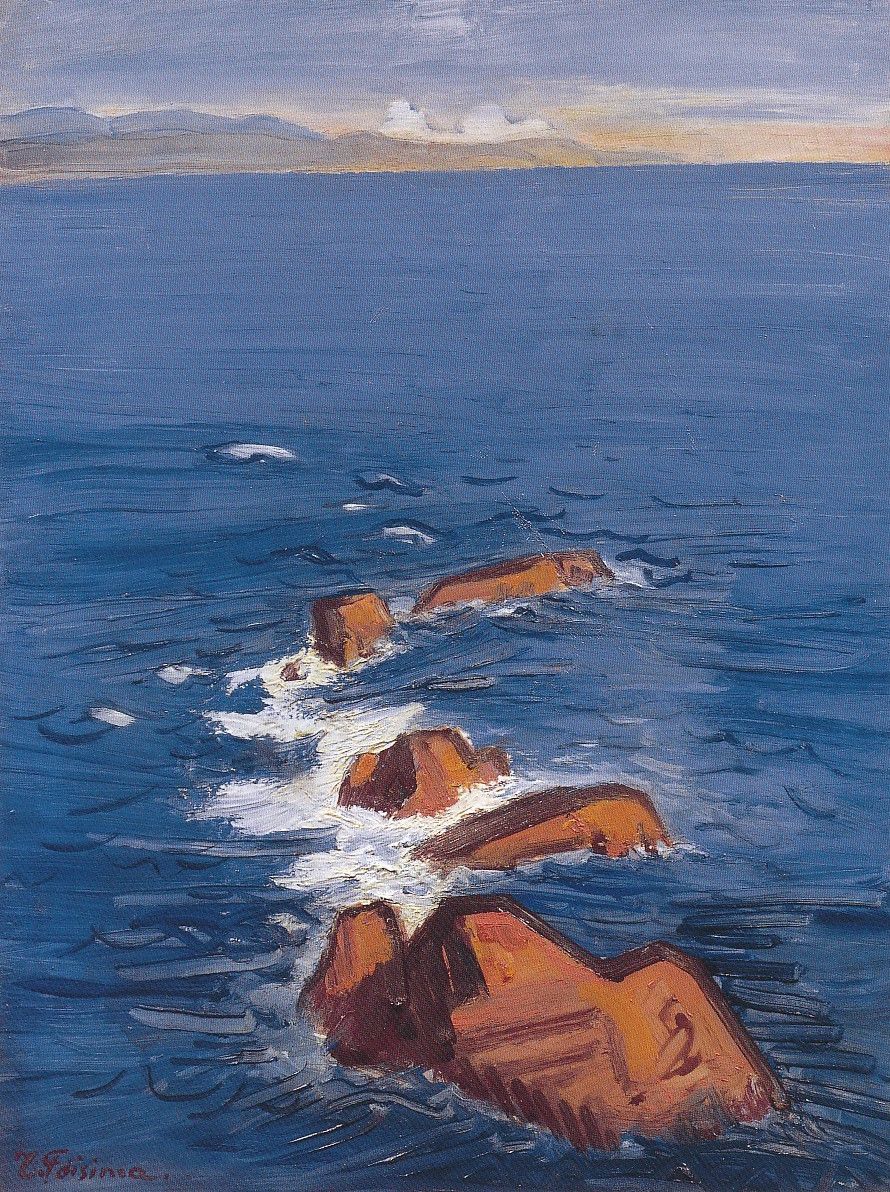
Вид на вершины Мурото (1935)
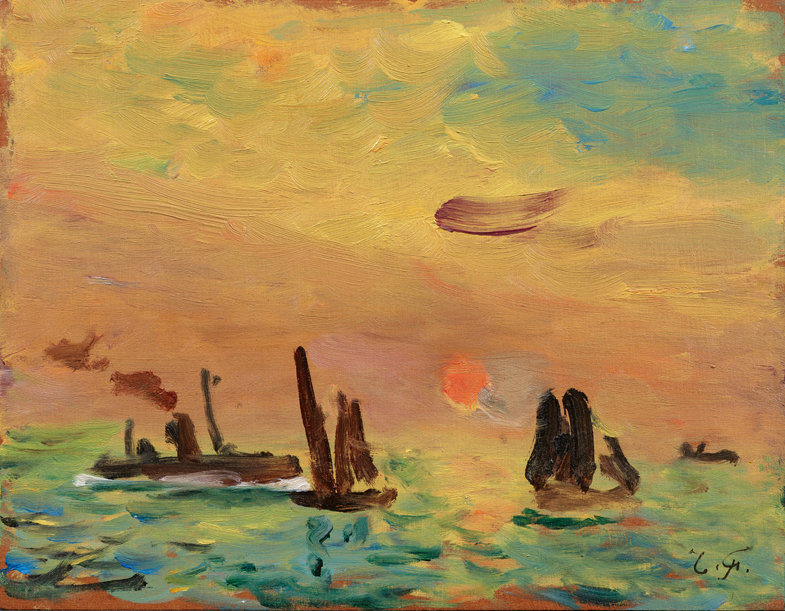
Восход солнца в порту (1943), Художественный музей Бриджстоун, Токио
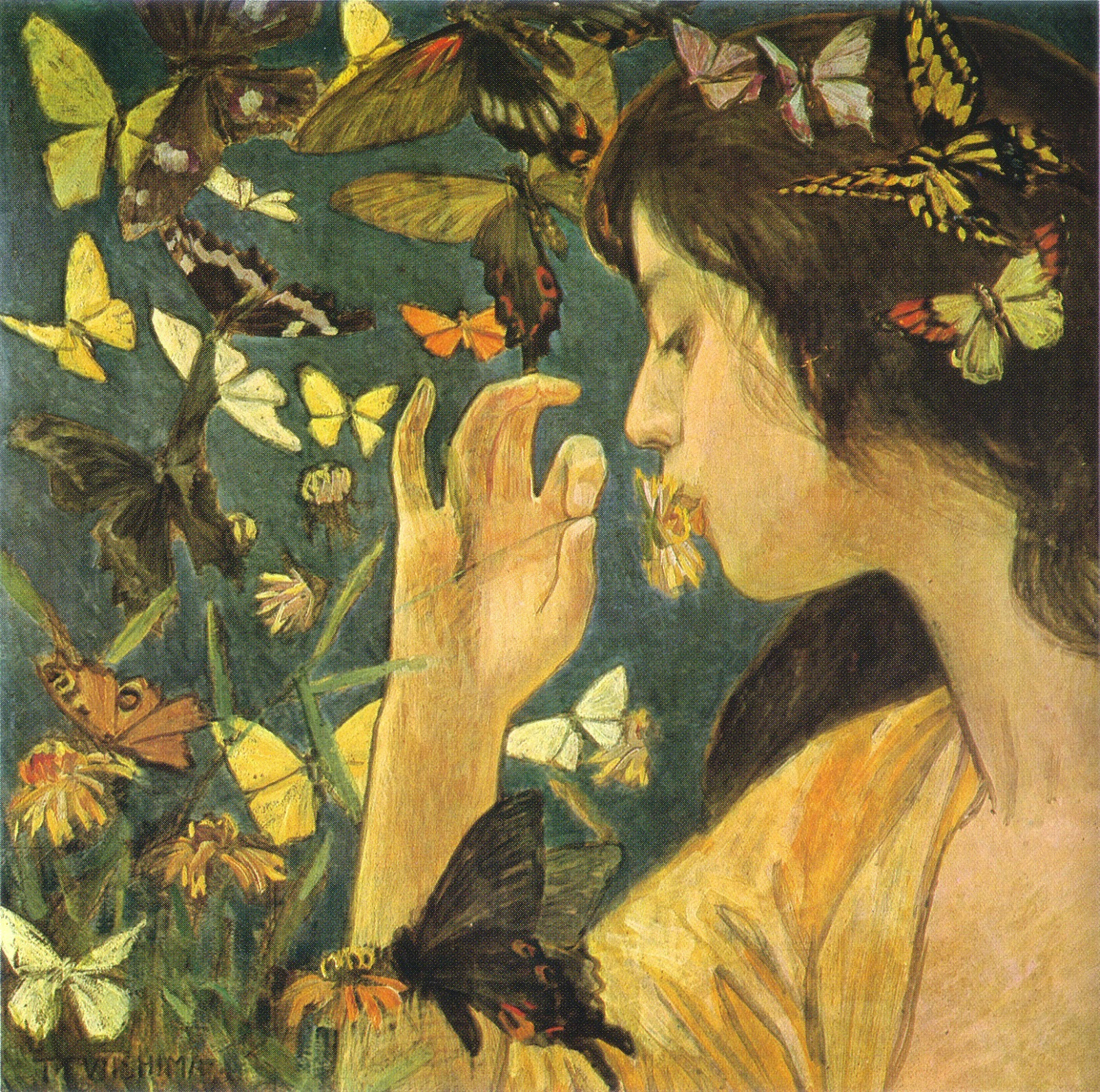
Бабочки
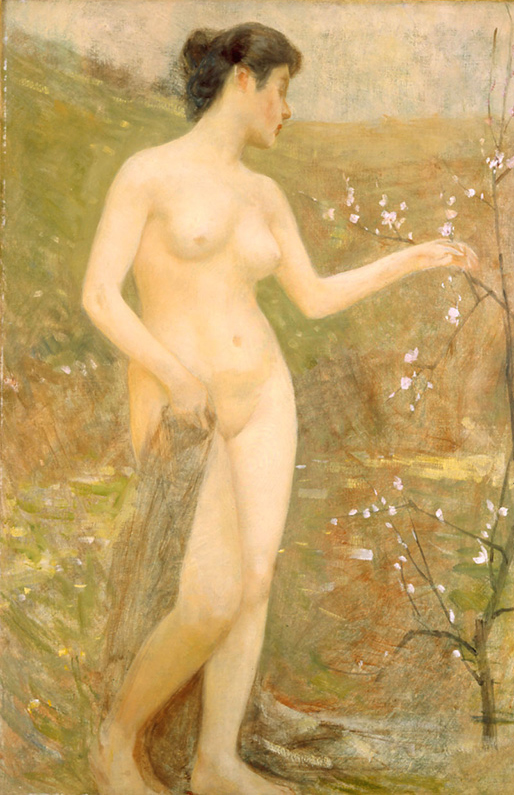
Обнаженная с цветками персика. Хиросимский художественный музей
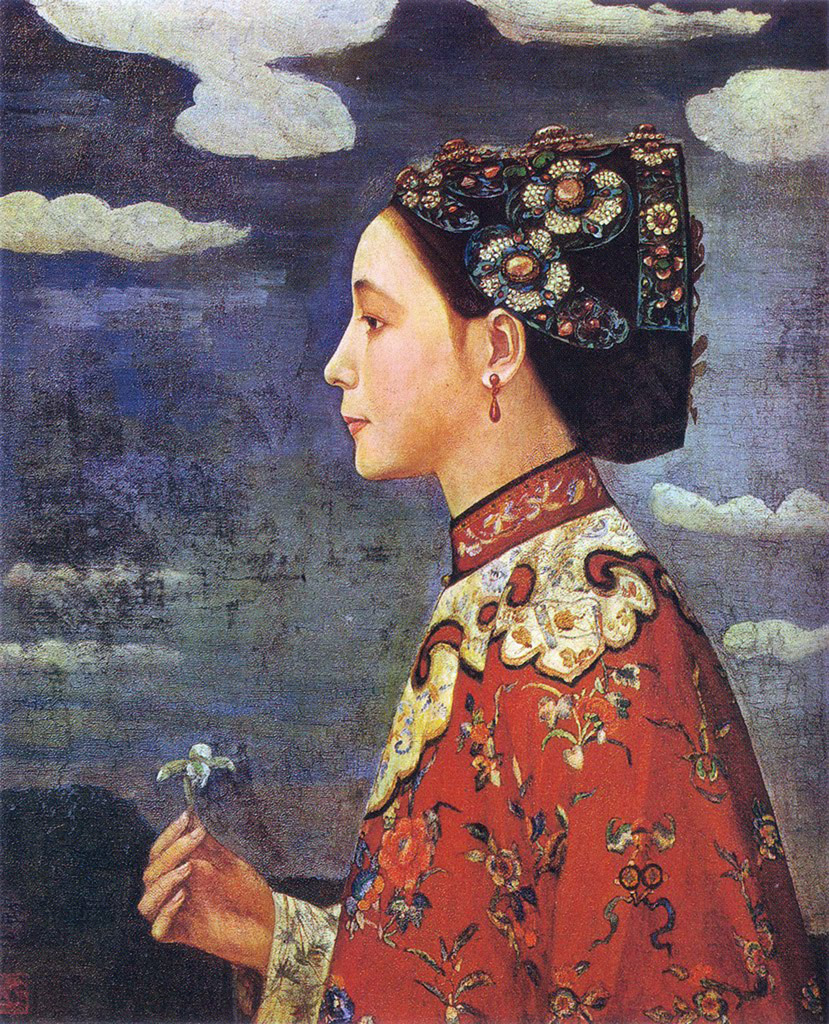
Орхидея
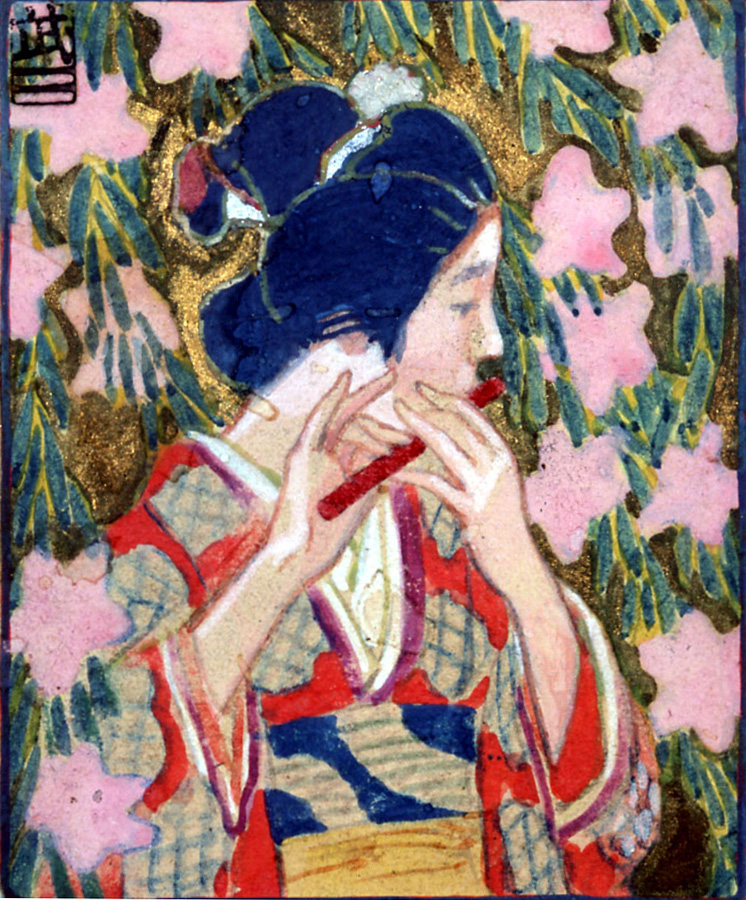
Шесть тем о музыке. Хиросимский художественный музей
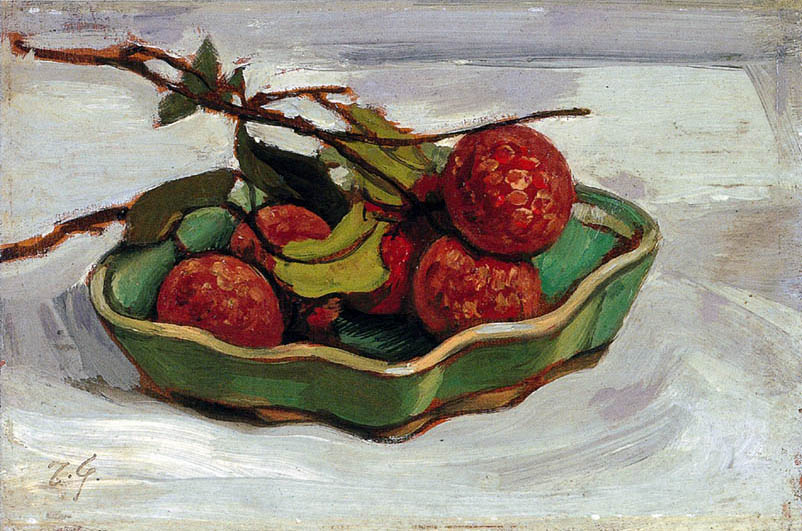
Натюрморт